# Quad (Star Trek)
Il quad è un'unità di misura di dati informatici, usata nell'universo fantascientifico di Star Trek. Sono definiti i seguenti multipli:
- kiloquads = 103 quads
- megaquads = 106 quads
- gigaquads = 109 quads

Anche se non è stata definita un'unità di misura equivalente a quelle adottate al giorno d'oggi nei sistemi informatici, si può presupporre che un quad sia equivalente a un petabyte ovvero 1015 byte.